# Giandomenico Basso
Giandomenico Basso (* 15. September 1973 in Montebelluna) ist ein italienischer Rallyefahrer.

## Karriere

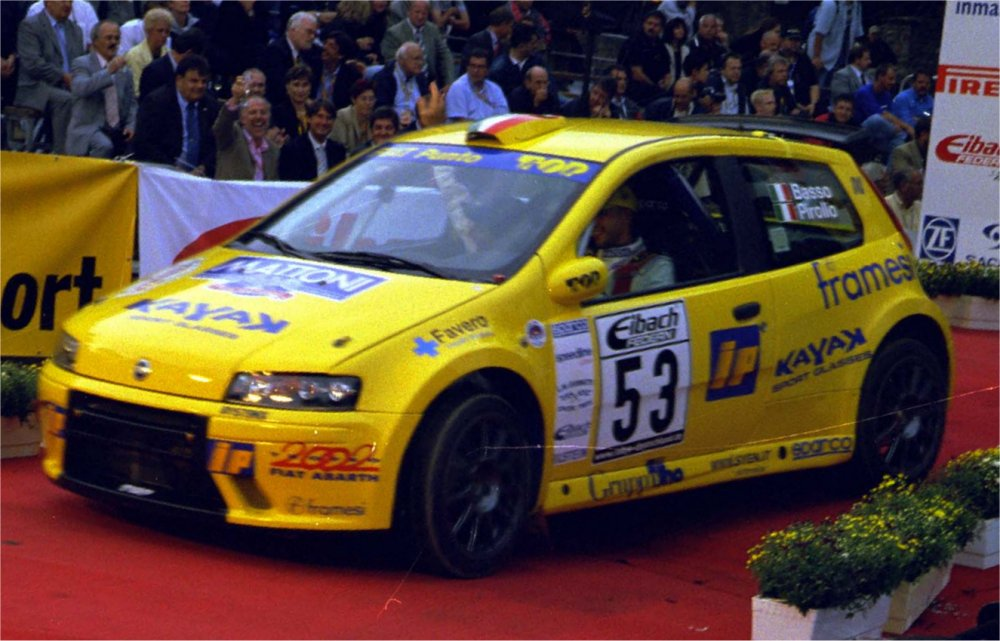
Giandomenico Basso im Fiat Punto S1600 bei der Rallye Deutschland 2002

Giandomenico Basso begann seine Karriere 1981 im Kartsport und fuhr 1994 seine erste Rallye. 1998 gab er im Fiat Seicento Sporting bei der Rallye San Remo sein Debüt in der Rallye-Weltmeisterschaft. Ab 2001 startete er im Fiat Punto S1600 in der Rallye-Juniorenweltmeisterschaft. Mit zwei JWRC-Podiumsplatzierungen erreichte er den fünften Platz in der Meisterschaft. 2002 fuhr er in der JWRC drei Mal auf das Podium und belegte am Saisonende den vierten Meisterschaftsplatz.
Ab 2003 setzte Basso seine Karriere in der Rallye-Europameisterschaft und in der italienischen Rallye-Meisterschaft fort. In der italienischen Meisterschaft wurde er 2003 Vizemeister. In der ERC erzielte er mit Platz drei bei der Rallye Mille Miglia den elften Rang in der Fahrerwertung. Ab 2004 ging er mit seinem neuen Beifahrer Mitia Dotta an den Start. Basso gewann die Rallye Mille Miglia und beendete die Saison auf dem sechsten Meisterschaftsplatz der ERC sowie auf Rang vier in der italienischen Meisterschaft. 2005 bestritt er erstmals eine komplette Saison in der ERC. Er war bei der Rallye Bulgarien und der EKO Rally siegreich und beendete drei weitere Rallyes auf dem zweiten Platz. Im Kampf um den Titel musste er sich nur um drei Punkte Renato Travaglia geschlagen geben.
Das Fiat-Werksteam setzte ab der Saison 2006 den stärkeren Fiat Grande Punto Abarth S2000 ein, mit dem Basso nun Rallyes bestritt. Er erzielte in der ERC Siege bei der Fiat Rally, der Belgium Ypres Westhoek Rally, der Rallye Bulgarien und der Rali Vinho da Madeira und wurde so überlegen Rallye-Europameister. Da die gewonnenen Rallyes in Ypern und Bulgarien zudem zur neu gegründeten Intercontinental Rally Challenge zählten, errang er auch den Gesamtsieg in der IRC. 2007 ging Basso wieder in der italienischen Meisterschaft an den Start. Er fuhr regelmäßig auf das Podium und beendete drei Rallyes als Sieger. Am Ende der Saison hatte er die meisten Punkte gesammelt und wurde so italienischer Rallye-Meister. Bei seinen Gaststarts in der IRC gewann er zudem die Rali Vinho da Madeira und wurde Zweiter bei der Rallye San Remo. Die Erfolge reichten für den fünften Platz in der Gesamtwertung der IRC.
Ab 2008 ging Basso mit dem Fiat-Werksteam nun den größten Teil der Saison in der Intercontinental Rally Challenge an den Start. Dort errang er Siege bei der Rallye Principe de Asturias und der Rallye San Remo und beendete die Meisterschaft auf dem dritten Platz. 2009 gewann Basso die Rali Vinho da Madeira und erreichte den fünften Platz in der Gesamtwertung der IRC. Er war nun auch wieder in der Rallye-Europameisterschaft am Start, in der er mit insgesamt sieben ERC-Siegen sehr erfolgreich abschnitt und zum zweiten Mal nach drei Jahren Europameister wurde. 2010 nahm Basso wieder an der italienischen Meisterschaft teil. Er blieb allerdings sieglos und beendete die Saison auf dem vierten Meisterschaftsplatz.
Nach der Saison 2010 verließ Basso seinen langjährigen Arbeitgeber Fiat. Nachdem er die Rallye Monte Carlo 2011 zunächst noch mit einem privat eingesetzten Peugeot 207 S2000 bestritten hatte, wurde er vom Proton-Werksteam unter Vertrag genommen. Mit dem Proton Satria Neo S2000 absolviert er in der IRC 2011 ein Programm aus sechs Rallyes.

## Statistik

### Titel
- Rallye-Europameisterschaft: 2006, 2009
- Intercontinental Rally Challenge: 2006
- Italienische Rallye-Meisterschaft: 2007

### WRC-Ergebnisse
| Saison | Team               | Fahrzeug                       | 1       | 2   | 3   | 4      | 5   | 6   | 7       | 8   | 9       | 10     | 11      | 12     | 13     | 14      | 15     | 16  | Punkte | Pos. |
| ------ | ------------------ | ------------------------------ | ------- | --- | --- | ------ | --- | --- | ------- | --- | ------- | ------ | ------- | ------ | ------ | ------- | ------ | --- | ------ | ---- |
| 1998   | Giandomenico Basso | Fiat Seicento Sporting         | MON     | SWE | KEN | POR    | ESP | FRA | ARG     | GRE | NZL     | FIN    | ITA DNF | AUS    | GBR    |         |        |     | 0      | –    |
| 1999   | Giandomenico Basso | Fiat Cinquecento Sporting      | MON     | SWE | KEN | POR    | ESP | FRA | ARG     | GRE | NZL     | FIN    | CHN     | ITA 23 | AUS    | GBR     |        |     | 0      | –    |
| 2001   | Top Run            | Fiat Punto S1600               | MON     | SWE | POR | ESP 16 | ARG | CYP | GRE DNF | KEN | FIN DNF | NZL    | ITA DNF | FRA 15 | AUS    | GBR DNF |        |     | 0      | –    |
| 2002   | N.Technology       | Fiat Punto S1600               | MON DNF | SWE | FRA | ESP 21 | CYP | ARG | GRE DNF | KEN | FIN     | GER 21 | ITA 16  | NZL    | AUS    | GBR 24  |        |     | 0      | –    |
| 2004   | N.Technology       | Fiat Punto S1600               | MON     | SWE | MEX | NZL    | CYP | GRE | TUR     | ARG | FIN     | GER    | JPN     | GBR    | ITA    | FRA     | ESP 15 | AUS | 0      | –    |
| 2006   | Abarth & Co. SpA   | Fiat Grande Punto Abarth S2000 | MON     | SWE | MEX | ESP    | FRA | ARG | ITA     | GRE | GER     | FIN    | JPN     | CYP    | TUR 35 | AUS     | NZL    | GBR | 0      | –    |

### IRC-Ergebnisse
| Saison | Team               | Fahrzeug                       | 1       | 2     | 3     | 4       | 5       | 6       | 7      | 8       | 9      | 10    | 11  | 12  | Punkte | Pos. |
| ------ | ------------------ | ------------------------------ | ------- | ----- | ----- | ------- | ------- | ------- | ------ | ------- | ------ | ----- | --- | --- | ------ | ---- |
| 2006   | Abarth & Co. SpA   | Fiat Grande Punto Abarth S2000 | RSA     | YPR 1 | MAD 1 | SAN     |         |         |        |         |        |       |     |     | 20     | 1    |
| 2007   | Abarth & Co. SpA   | Fiat Grande Punto Abarth S2000 | SAF     | TUR   | YPR   | RUS     | MAD 1   | ZLI     | SAN 2  | VAL     | CHN    |       |     |     | 18     | 5    |
| 2008   | Abarth & Co. SpA   | Fiat Grande Punto Abarth S2000 | IST DNF | POR 4 | YPR 6 | RUS 3   | MAD 2   | ZLI DNF | AST 1  | SAN 1   | VAL 5  | CHN   |     |     | 46     | 3    |
| 2009   | Abarth & Co. SpA   | Fiat Grande Punto Abarth S2000 | MON 5   | CUR 3 | SAF   | AZO DNF | YPR 8   | RUS 3   | MAD 1  | ZLI DNF | AST 8  | SAN   | SCO |     | 28     | 5    |
| 2010   | Abarth & Co. SpA   | Fiat Grande Punto Abarth S2000 | MON     | CUR   | ARG   | CAN     | SAR     | YPR     | AZO    | MAD     | ZLI    | SAN 7 | SCO | CYP | 2      | 36   |
| 2011   | Giandomenico Basso | Peugeot 207 S2000              | MON 9   |       |       |         |         |         |        |         |        |       |     |     | 5      | 28   |
| 2011   | Proton Motorsport  | Proton Satria Neo S2000        |         | CAN 9 | COR   | YAL DNF | YPR DNF | AZO     | ZLI 13 | MEC DNF | SAN 10 | SCO   | CYP |     | 5      | 28   |